# Bistoft
Bistoft er en landsby beliggende ved Bondeåen sydøst for Flensborg i Angel i Sydslesvig. Administrativt hører Bistoft under Store Solt Kommune i Slesvig-Flensborg kreds i den nordtyske delstat Slesvig-Holsten. I kirkelig henseende hører landsbyen til Store Solt Sogn. Sognet lå i Ugle Herred (Flensborg Amt, Sønderjylland), da området tilhørte Danmark. Bistoft bestod i 1900-tallet af syv gårde, fire kådnersteder (husmandssteder) samt syv koloniststeder, der i forening med nogle i det tilgrænsende Havetoft Sogn kaldes for Nørreskel (ty Nordscheide). Med under Bistoft hører også Bistoftmark (Bistoftfeld) og Bistoft Skov. På Bondeåens modsatte bred ligger landsbyen Møllebro (ty. Mühlenbrück).
Bistoft (Bistrup) er første gang nævnt 1231 i Kong Valdemars Jordebog som Byscopstoft. Den angeldanske / jyske udtale er Bestawt. Navnet er afledt af biskop. Landsbyen må oprindelig have ejet af bispestolen, men nævnes 1231 som dansk krongods. Koloniststedet Nørreskel er blevet anlagt 1763. Møllebro er første gang nævnt 1696, efter en forsvunden vandmølle/møllebro ved Bondeåen. Den 15. februar 1970 blev den hidtil selvstændige Bistoft Kommune indlemmet i Store Solt.